# 노벨 문학상 수상자 목록

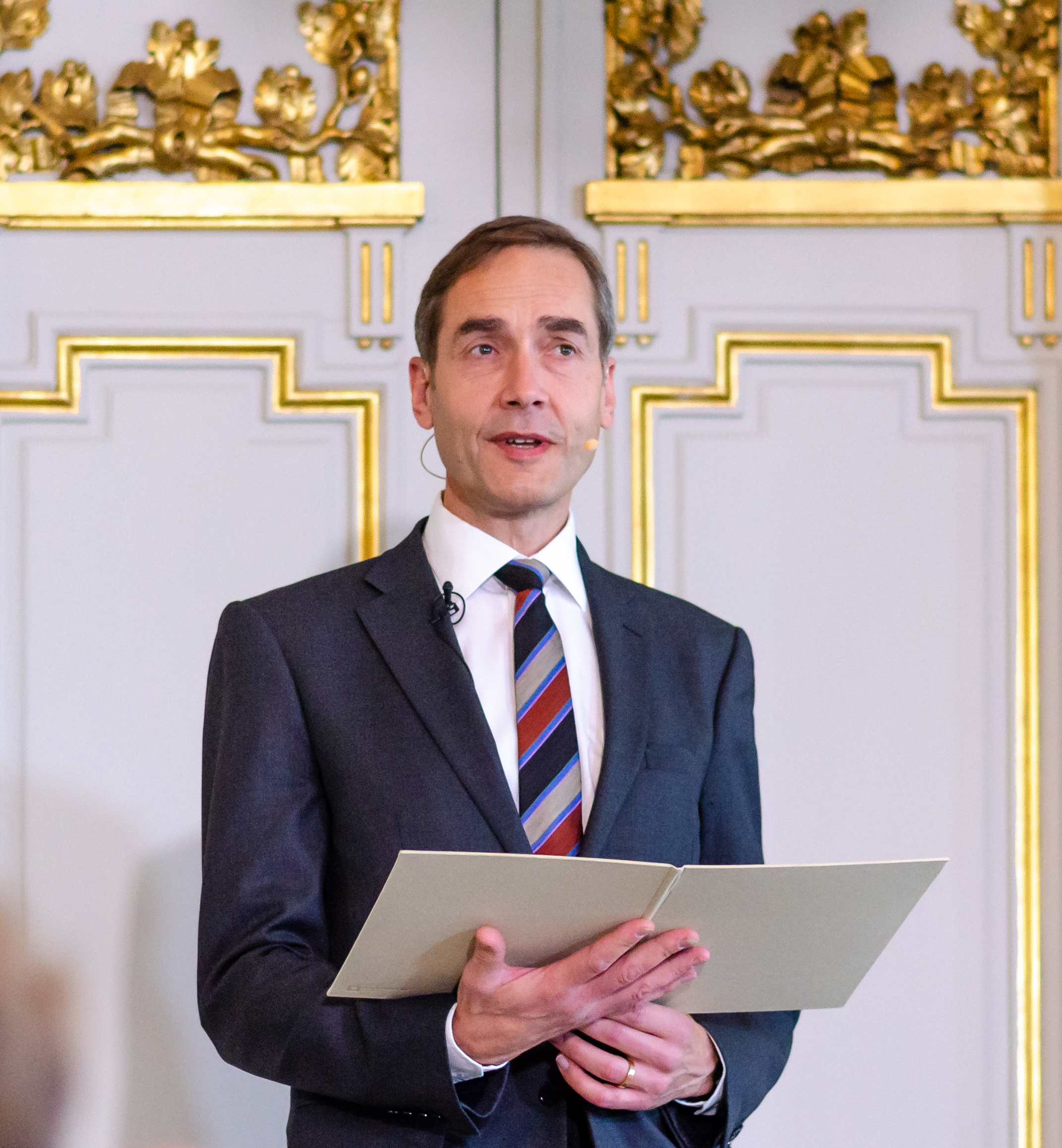
스웨덴 한림원의 사무총장 마츠 말름이 2022년 노벨 문학상 수상자를 발표하고 있다.

본 문서는 연도별 노벨 문학상 수상자들의 목록을 싣고 있다.
노벨 문학상(스웨덴어: Nobelpriset i litteratur)은 스웨덴 한림원이 문학 분야에서 탁월한 공헌을 한 작가들에게 매년 수여하는 상이다. 1895년 알프레드 노벨의 유언으로 제정된 다섯 가지 노벨상 중 하나로, 노벨상은 화학, 물리학, 문학, 평화, 생리의학 분야에서 탁월한 공헌을 한 이들에게 수여된다. 노벨의 유언에 따라 이 상은 노벨 재단이 관리하고 스웨덴 한림원이 수여한다. 각 수상자는 메달, 상장, 연도에 따라 변동되는 상금을 받는다. 1901년 첫 수상자인 쉴리 프뤼돔은 150,782 스웨덴 크로나를 받았는데, 이는 2018년 1월 기준으로 8,823,637.78 스웨덴 크로나에 해당한다. 시상식은 노벨의 사망 기념일인 12월 10일에 스톡홀름에서 매년 열리는 연례 행사에서 진행된다.
2024년 현재, 노벨 문학상은 121명의 개인에게 수여되었다. 18명의 여성이 노벨 문학상을 수상했는데, 이는 노벨 평화상 다음으로 많은 수치이다. 2024년 기준으로 영어권 노벨 문학상 수상자는 29명이며, 그 뒤를 이어 프랑스어권 16명, 독일어권 14명의 수상자가 있다. 프랑스는 가장 많은 노벨 문학상 수상자를 배출한 국가이다.

## 연대별 수상자

### 1900년대
| 연도 | 수상자 | 수상자                                    | 나라          | 언어       | 장르 | 대표작과 수상 이유 |
| ---- | ------ | ----------------------------------------- | ------------- | ---------- | ---- | --- |
| 1901 |        | 쉴리 프뤼돔                               | 프랑스        | 프랑스어   | 시   | 구절과 시 "고상한 이상주의의 증거를 주는, 그의 낭만적인 기질과 예술적인 완전함 그리고 감성과 지성의 보기 드문 결합을 특별히 인정하여 이 상을 드립니다."                                                                       |
| 1902 |        | 테오도어 몸젠                             | 독일 제국     | 독일어     | 역사 | 로마의 역사 "특별히 로마의 역사라는 그의 기념비적인 저서를 참조하여, 현존하는 위대한 역사 서술의 대가에게 이 상을 드립니다."                                                                                                  |
| 1903 |        | 비에른스티에르네 비에른손                 | 노르웨이      | 노르웨이어 | 소설 | 행운아 "시적 영감의 신선미와 보기 드문 시적 영혼의 순수함으로 인해 항상 기품있었던, 그의 고귀하고 격조 높으며 다재다능한 시에 감사하고자 이 상을 드립니다."                                                                   |
| 1904 |        | 프레데리크 미스트랄                       | 프랑스        | 오크어     | 시   | 미레유 "자연의 풍광과 프로방스 지방 사람들의 고유한 영혼에 덧붙여 프로방스어에 대해 매우 의미있는 언어학적 작업을 충실하게 반영한, 그의 시적 작품이 지닌 신선한 독창성과 진실한 영감을 인정하여 이 상을 드립니다."            |
| 1904 |        | 호세 에체가라이                           | 스페인        | 스페인어   | 희곡 | 광인인가 성인인가 " 다수의 훌륭한 작품을 통해, 개인적이고 전통적인 방식으로 스페인 희곡의 위대한 전통을 다시 되살린 점을 인정하여 이 상을 드립니다."                                                                          |
| 1905 |        | 헨리크 시엔키에비치                       | 폴란드        | 폴란드어   | 소설 | 쿠오바디스 "서사시 작가로서 그가 지닌 탁월한 장점 때문에 이 상을 드립니다." |
| 1906 |        | 조수에 카르두치                           | 이탈리아 왕국 | 이탈리아어 | 시   | 레비아 그라비아 "그의 깊은 배움과 비판적인 연구를 고려했을 뿐만 아니라, 그의 시적 걸작들의 특성인 창조적인 에너지, 문체의 신선함 그리고 서정시적인 힘까지 모두 인정하여 이 상을 드립니다."                                    |
| 1907 |        | 러디어드 키플링                           | 영국          | 영어       | 소설 | 정글북 "전 세계적으로 유명한 이 작가의 작품에서 나타나는, 관찰의 힘, 상상력의 독창성, 이상의 사나이다움 그리고 이야기 서술의 비범한 재능을 고려하여 이 상을 드립니다."                                                        |
| 1908 |        | 루돌프 크리스토프 오이켄                  | 독일 제국     | 독일어     | 철학 | 대사상가의 인생관 "그의 삶에 대한 이상주의적인 철학을 담고 있는 여러 작품에서 드러나는, 진리를 위한 그의 진지한 탐색, 그의 사상이 지니는 통찰력, 그의 폭넓은 상상력 그리고 따뜻하고 힘있는 표현을 고려하여 이 상을 드립니다." |
| 1909 |        | 셀마 라겔뢰프 (문학부문 여성 최초 수상자) | 스웨덴        | 스웨덴어   | 소설 | 닐스의 모험 "고상한 이상주의를 인정하며, 그녀의 글쓰기에서 나타나는 생생한 상상력과 영감이 넘치는 인식을 고려하여 이 상을 드립니다."                                                                                          |

### 1910년대
| 연도 | 수상자      | 수상자                       | 나라        | 언어        | 장르        | 대표작과 수상 이유 |
| ---- | ----------- | ---------------------------- | ----------- | ----------- | ----------- | --- |
| 1910 |             | 파울 요한 루트비히 폰 하이제 | 독일 제국   | 독일어      | 소설        | 아라비아타 "세계적으로 알려진 단편들의 작가이며 소설가, 극작가, 서정시인으로서 오랜 기간 창작활동을 해온 그가 드러낸 이상주의에 물든 예술성의 완성에 대한 헌사로서 이 상을 드립니다."                                                         |
| 1911 |             | 모리스 마테를링크            | 벨기에      | 프랑스어    | 희곡        | 파랑새 "다방면에 걸친 그의 문학적 활동을 인정하여 이 상을 드립니다. 특히 그의 희곡 작업에는 풍부한 상상력과 때때로 동화를 가장하여 드러나는 시적 공상과 신비로운 방식으로 독자의 느낌과 그들의 상상력을 자극하는 깊은 영감이 드러나 있습니다. |
| 1912 |             | 게르하르트 하웁트만          | 독일 제국   | 독일어      | 희곡        | 해뜨기 전 "무엇보다 그의 풍부하고 다양하며 눈에 띄는 극 예술 분야에서의 창작활동을 인식하여 이 상을 드립니다." |
| 1913 |             | 라빈드라나트 타고르          | 인도        | 벵골어      | 시          | 기탄잘리, 동방의 등불 "그가 만든 그의 시적 사상과 완성된 솜씨과 함께 서구 문학의 일부분인 영어로 표현된, 그의 깊게 민감하고 신선하며 아름다운 운문 때문에 이 상을 드립니다."                                                                  |
| 1914 | 수상자 없음 | 수상자 없음                  | 수상자 없음 | 수상자 없음 | 수상자 없음 | 수상자 없음 |
| 1915 |             | 로맹 롤랑                    | 프랑스      | 프랑스어    | 소설        | 장크리스토프 "그의 문학적 창작이 지닌 숭고한 이상주의와 그가 인간 존재의 서로 다른 유형들로 묘사한 진리에 대한 사랑과 공감에 대한 헌사로서 이 상을 드립니다."                                                                                 |
| 1916 |             | 베르네르 폰 헤이덴스탐       | 스웨덴      | 스웨덴어    | 시, 소설    | 카롤리네르나, 폴쿵스의 나무 "우리 문학에서 새로운 시대를 앞장서서 표현한 것으로서의 의미를 인식하여 이 상을 드립니다." |
| 1917 |             | 카를 아돌프 기엘레루프       | 덴마크      | 덴마크어    | 소설        | 그의 다양하고 풍부한 고귀한 이상주의로써 영감을 주는 시 때문에. 이상주의자 Minna, 깨달은 자의 아내 |
| 1917 |             | 헨리크 폰토피단              | 덴마크      | 덴마크어    | 소설        | 덴마크의 현 생활의 진실되고 특수한 그의 설명을 기리며 죽음의 제국 |
| 1918 | 수상자 없음 | 수상자 없음                  | 수상자 없음 | 수상자 없음 | 수상자 없음 | 수상자 없음 |
| 1919 |             | 카를 슈피텔러                | 스위스      | 독일어      | 시, 소설    | 그의 서사시의 특별한 감사를 위해 올림포스의 봄 |

### 1920년대
| 연도 | 수상자 | 수상자                | 나라            | 언어       | 장르       | 대표작과 수상 이유 |
| ---- | ------ | --------------------- | --------------- | ---------- | ---------- | --- |
| 1920 |        | 크누트 함순           | 노르웨이        | 노르웨이어 | 시, 소설   | 그의 위대한 작품 때문에 수상합니다. 굶주림 (소설) |
| 1921 |        | 아나톨 프랑스         | 프랑스          | 프랑스어   | 소설       | 그의 총명한 문학적 달성, 고귀한 양식으로써의 설명, 경험적인 인간 공감 & 우아함 & 프랑스 다운 기질 페도크 여왕의 불고기집                                       |
| 1922 |        | 하신토 베나벤테       | 스페인          | 스페인어   | 희곡       | 타산적인 이해, 사악한 선행자들, 토요일 밤 스페인 드라마의 유명한 전통을 이어가는 그의 행복한 방식                                                              |
| 1923 |        | 윌리엄 버틀러 예이츠  | 아일랜드 자유국 | 영어       | 시         | 호수의 섬 이니스프리, 내 마음이 편해지는 시 "모든 나라의 영혼을 표현하는 고도로 예술적인 형식을 지닌, 항상 영감이 충만한 그의 시를 인정하여 이 상을 드립니다." |
| 1924 |        | 브와디스와프 레이몬트 | 폴란드          | 폴란드어   | 소설       | 농민 그의 위대하고 자연적인 서사시를 기리며 |
| 1925 |        | 조지 버나드 쇼        | 아일랜드 자유국 | 영어       | 희곡, 소설 | 피그말리온, 인간과 초인 이상주의와 인간성이 특징 인 그의 작품에 대해, 자극적 인 풍자는 종종 시적인 아름다움이 주입되어있다                                     |
| 1926 |        | 그라치아 델레다       | 이탈리아 왕국   | 이탈리아어 | 소설       | 코시마 그녀의 이상 주의스러운 영감의 글을 통해 플라스틱 섬의 생생한 모습을 본국 섬의 삶과 깊이 있고 동정심으로 인간의 일반적인 문제를 다룬다.                  |
| 1927 |        | 앙리 베르그송         | 프랑스          | 프랑스어   | 철학       | 물질과 기억 |
| 1928 |        | 시그리드 운세트       | 노르웨이        | 노르웨이어 | 소설       | 크리스틴 라브란스다테르 |
| 1929 |        | 토마스 만             | 독일            | 독일어     | 소설       | 마의 산, 부덴브로크 가의 사람들, 베니스에서의 죽음 |

### 1930년대
| 연도 | 수상자      | 수상자                 | 나라           | 언어        | 장르        | 대표작과 수상 이유                       |
| ---- | ----------- | ---------------------- | -------------- | ----------- | ----------- | ---------------------------------------- |
| 1930 |             | 싱클레어 루이스        | 미국           | 영어        | 소설        | 메인 스트리트, 엘머 갠트리               |
| 1931 |             | 에리크 악셀 카를펠트   | 스웨덴         | 스웨덴어    | 시          | 프리돌린의 노래 Erik Axel Karlfeldt의 시 |
| 1932 |             | 존 골즈워디            | 영국           | 영어        | 소설, 희곡  | 포사이트가의 이야기, 충성                |
| 1933 |             | 이반 알렉세예비치 부닌 | 소련 (망명 중) | 러시아어    | 소설        | 마을 (소설)                              |
| 1934 |             | 루이지 피란델로        | 이탈리아 왕국  | 이탈리아어  | 소설, 희곡  | 헨리 4세, 버림받은 여자                  |
| 1935 | 수상자 없음 | 수상자 없음            | 수상자 없음    | 수상자 없음 | 수상자 없음 | 수상자 없음                              |
| 1936 |             | 유진 오닐              | 미국           | 영어        | 희곡        | 밤으로의 긴 여로, 느릎나무 밑의 욕망     |
| 1937 |             | 로제 마르탱뒤가르      | 프랑스         | 프랑스어    | 소설        | 티보가의 사람들                          |
| 1938 |             | 펄 벅                  | 미국           | 영어        | 소설        | 대지                                     |
| 1939 |             | 프란스 에밀 실란패     | 핀란드         | 핀란드어    | 소설        | 젊었을 때 잠들다                         |

### 1940년대
| 연도      | 수상자      | 수상자               | 나라        | 언어        | 장르        | 대표작과 수상 이유                                                                                     |
| --------- | ----------- | -------------------- | ----------- | ----------- | ----------- | --- |
| 1940~1943 | 수상자 없음 | 수상자 없음          | 수상자 없음 | 수상자 없음 | 수상자 없음 | 수상자 없음                                                                                            |
| 1944      |             | 요하네스 빌헬름 옌센 | 덴마크      | 덴마크어    | 시, 소설    | 긴 여정                                                                                                |
| 1945      |             | 가브리엘라 미스트랄  | 칠레        | 스페인어    | 시          | 죽음의 소네트                                                                                          |
| 1946      |             | 헤르만 헤세          | 독일        | 독일어      | 소설        | 유리알 유희, 데미안, 황야의 이리, 수레바퀴 아래서                                                      |
| 1947      |             | 앙드레 지드          | 프랑스      | 프랑스어    | 소설        | 좁은 문, 사전꾼들, 전원 교향악                                                                         |
| 1948      |             | T. S. 엘리엇         | 미국 / 영국 | 영어        | 시          | 황무지, 네개의 사중주                                                                                  |
| 1949      |             | 윌리엄 포크너        | 미국        | 영어        | 소설        | 8월의 빛, 음향과 분노 "그의 현대 미국 소설에 있어 강력하며 예술적으로 특별한 공헌에 이 상을 드립니다." |

### 1950년대
| 연도 | 수상자 | 수상자                          | 나라       | 언어         | 장르           | 대표작과 수상 이유                                       |
| ---- | ------ | ------------------------------- | ---------- | ------------ | -------------- | -------------------------------------------------------- |
| 1950 |        | 버트런드 러셀                   | 영국       | 영어         | 철학           | 권위와 개인                                              |
| 1951 |        | 페르 라게르크비스트             | 스웨덴     | 스웨덴어     | 시, 소설, 희곡 | 바라바, 난쟁이                                           |
| 1952 |        | 프랑수아 모리아크               | 프랑스     | 프랑스어     | 소설           | 테레즈 데케루, 독사의 집                                 |
| 1953 |        | 윈스턴 처칠                     | 영국       | 영어         | 수필           | 제2차 세계대전 회고록                                    |
| 1954 |        | 어니스트 헤밍웨이               | 미국       | 영어         | 소설           | 노인과 바다, 누구를 위하여 종은 울리나, 무기여 잘 있거라 |
| 1955 |        | 할도르 락스네스                 | 아이슬란드 | 아이슬란드어 | 소설           | 독립한 민중, 살카 발카, 원폭기지, 아이슬란드의 종        |
| 1956 |        | 후안 라몬 히메네스              | 스페인     | 스페인어     | 시             |                                                          |
| 1957 |        | 알베르 카뮈                     | 프랑스     | 프랑스어     | 소설           | 이방인, 페스트                                           |
| 1958 |        | 보리스 파스테르나크 (수상 사퇴) | 소련       | 러시아어     | 소설           | 닥터 지바고                                              |
| 1959 |        | 살바토레 콰시모도               | 이탈리아   | 이탈리아어   | 시             |                                                          |

### 1960년대
| 연도 | 수상자 | 수상자                     | 나라          | 언어             | 장르       | 대표작과 수상 이유 |
| ---- | ------ | -------------------------- | ------------- | ---------------- | ---------- | --- |
| 1960 |        | 생존 페르스                | 프랑스        | 프랑스어         | 시         | |
| 1961 |        | 이보 안드리치              | 유고슬라비아  | 세르보크로아트어 | 소설       | 드리나 강의 다리 "조국의 역사와 관련된 인간의 운명을 철저히 파헤치는 그의 서사적 필력에 이 상을 드립니다."                                         |
| 1962 |        | 존 스타인벡                | 미국          | 영어             | 소설       | 분노의 포도, 에덴의 동쪽 |
| 1963 |        | 요르기오스 세페리스        | 그리스        | 그리스어         | 시, 수필   | |
| 1964 |        | 장 폴 사르트르 (수상 거부) | 프랑스        | 프랑스어         | 소설       | 구토 |
| 1965 |        | 미하일 숄로호프            | 소련          | 러시아어         | 소설       | 고요한 돈 강 |
| 1966 |        | 슈무엘 요세프 아그논       | 이스라엘      | 히브리어         | 소설       | |
| 1966 |        | 넬리 작스                  | 독일 / 스웨덴 | 독일어           | 시, 희곡   | 엘리 |
| 1967 |        | 미겔 앙헬 아스투리아스     | 과테말라      | 스페인어         | 소설       | 옥수수의 사람들, 매장된 자의 눈 "뿌리가 깊은 라틴 아메리카 인디오들의 국민적 특성들과 전통들을 드러낸 그의 뚜렷한 문학적 성취에 이 상을 드립니다." |
| 1968 |        | 가와바타 야스나리          | 일본          | 일본어           | 소설       | 대표작: 설국, 고도, 명인, 산소리 "일본적인 정서의 진수를 표현해내는 위대한 감수성을 지닌 그의 이야기 통제력에 이 상을 드립니다."                   |
| 1969 |        | 사뮈엘 베케트              | 아일랜드      | 영어/프랑스어    | 희곡, 소설 | 고도를 기다리며, 몰로이, 말론 죽다 |

### 1970년대
| 연도 | 수상자 | 수상자               | 나라           | 언어       | 장르 | 대표작과 수상 이유                                             |
| ---- | ------ | -------------------- | -------------- | ---------- | ---- | -------------------------------------------------------------- |
| 1970 |        | 알렉산드르 솔제니친  | 소련           | 러시아어   | 소설 | 이반 데니소비치의 하루, 수용소 군도, 암병동                    |
| 1971 |        | 파블로 네루다        | 칠레           | 스페인어   | 시   | 스무 편의 사랑의 시와 한 편의 절망의 노래, 모든 이를 위한 노래 |
| 1972 |        | 하인리히 뵐          | 독일(서독)     | 독일어     | 소설 | 어느 어릿광대의 견해, 카타리나 블룸의 잃어버린 명예            |
| 1973 |        | 패트릭 화이트        | 오스트레일리아 | 영어       | 소설 | 태풍의 눈                                                      |
| 1974 |        | 에위빈드 욘손        | 스웨덴         | 스웨덴어   | 소설 |                                                                |
| 1974 |        | 하뤼 마르틴손        | 스웨덴         | 스웨덴어   |      |                                                                |
| 1975 |        | 에우제니오 몬탈레    | 이탈리아       | 이탈리아어 | 시   |                                                                |
| 1976 |        | 솔 벨로              | 캐나다 / 미국  | 영어       | 소설 | 오늘을 잡아라, 허조그                                          |
| 1977 |        | 비센테 알레익산드레  | 스페인         | 스페인어   |      |                                                                |
| 1978 |        | 아이작 바셰비스 싱어 | 폴란드 / 미국  | 이디시어   | 소설 | 적들, 어느 사랑이야기, 쇼샤                                    |
| 1979 |        | 오디세아스 엘리티스  | 그리스         | 그리스어   | 시   | 알바니아 전쟁에서 실종된 육군 소위를 위한 영웅 애가            |

### 1980년대
| 연도 | 수상자 | 수상자                     | 나라            | 언어          | 장르       | 대표작과 수상 이유 |
| ---- | ------ | -------------------------- | --------------- | ------------- | ---------- | --- |
| 1980 |        | 체스와프 미워시            | 폴란드          | 폴란드어      | 시         | |
| 1981 |        | 엘리아스 카네티            | 불가리아 / 영국 | 독일어        | 주로 소설  | 현혹, 군중과 권력 "폭넓은 시각, 풍부한 기지와 예술적 힘이 깃든 작품들로 깊은 인상을 주신 점을 인정하여 이 상을 드립니다." |
| 1982 |        | 가브리엘 가르시아 마르케스 | 콜롬비아        | 스페인어      | 소설       | 백년 동안의 고독, 아무도 대령에게 편지하지 않았다, 예고된 죽음의 연대기                                                   |
| 1983 |        | 윌리엄 골딩                | 영국            | 영어          | 소설       | 파리대왕 |
| 1984 |        | 야로슬라프 사이페르트      | 체코            | 체코어        | 시         | |
| 1985 |        | 클로드 시몽                | 프랑스          | 프랑스어      | 소설       | 플랑드르의 길 |
| 1986 |        | 월레 소잉카                | 나이지리아      | 영어          | 희곡, 소설 | 해설자 |
| 1987 |        | 조지프 브로드스키          | 소련 / 미국     | 러시아어/영어 | 시         | |
| 1988 |        | 나기브 마푸즈              | 이집트          | 아랍어        | 소설       | 알술라시야 |
| 1989 |        | 카밀로 호세 셀라           | 스페인          | 스페인어      | 소설       | |

### 1990년대
| 연도 | 수상자 | 수상자              | 나라              | 언어       | 장르 | 대표작과 수상 이유                 |
| ---- | ------ | ------------------- | ----------------- | ---------- | ---- | ---------------------------------- |
| 1990 |        | 옥타비오 파스       | 멕시코            | 스페인어   |      |                                    |
| 1991 |        | 네이딘 고디머       | 남아프리카 공화국 | 영어       | 소설 | 보호론자                           |
| 1992 |        | 데릭 월컷           | 세인트루시아      | 영어       |      |                                    |
| 1993 |        | 토니 모리슨         | 미국              | 영어       | 소설 | 빌러비드, 가장 푸른 눈, 재즈       |
| 1994 |        | 오에 겐자부로       | 일본              | 일본어     | 소설 | 만엔 원년의 풋볼                   |
| 1995 |        | 셰이머스 히니       | 아일랜드          | 영어       | 시   |                                    |
| 1996 |        | 비스와바 심보르스카 | 폴란드            | 폴란드어   | 시   | 끝과 시작                          |
| 1997 |        | 다리오 포           | 이탈리아          | 이탈리아어 | 희곡 | 어느 무정부주의자의 우연한 죽음    |
| 1998 |        | 주제 사라마구       | 포르투갈          | 포르투갈어 | 소설 | 수도원의 비망록, 눈 먼 자들의 도시 |
| 1999 |        | 귄터 그라스         | 독일              | 독일어     | 소설 | 양철북, 넙치                       |

### 2000년대
| 연도 | 수상자 | 수상자                      | 나라                     | 언어             | 장르       | 대표작과 수상 이유 |
| ---- | ------ | --------------------------- | ------------------------ | ---------------- | ---------- | --- |
| 2000 |        | 가오싱젠                    | 프랑스                   | 중국어, 프랑스어 | 소설       | 영혼의 산 |
| 2001 |        | V. S. 나이폴                | 트리니다드 토바고 / 영국 | 영어             | 소설       | 도착의 수수께끼, 미겔 스트리트 |
| 2002 |        | 케르테스 임레               | 헝가리                   | 헝가리어         | 소설       | 운명, 좌절 |
| 2003 |        | 존 맥스웰 쿳시              | 남아프리카 공화국        | 영어             | 소설       | 추락, 야만인을 기다리며 |
| 2004 |        | 엘프리데 옐리네크           | 오스트리아               | 독일어           | 소설, 희곡 | 피아노 치는 여자 |
| 2005 |        | 해럴드 핀터                 | 영국                     | 영어             | 희곡       | 정부, 관리인, 배신 |
| 2006 |        | 오르한 파무크               | 튀르키예                 | 튀르키예어       | 소설       | 하얀성, 내 이름은 빨강 |
| 2007 |        | 도리스 레싱                 | 영국                     | 영어             | 소설       | 풀잎은 노래한다, 황금노트북, 다섯째 아이 "분열된 문명을 정밀하게 조사하여 제시한, 회의론과 활발한 상상력과 상상력의 힘을 지닌 여성 경험의 서사시인에게 이 상을 드립니다." |
| 2008 |        | 장마리 귀스타브 르 클레지오 | 프랑스                   | 프랑스어         | 소설       | 사막, 조서, 홍수 "새로운 출발과 시적 모험의 작가이며, 육감적인 환희와 유행하는 문명의 밑바닥과 그것을 넘어선 인간성의 탐험가에게 이 상을 드립니다."                       |
| 2009 |        | 헤르타 뮐러                 | 독일                     | 독일어           | 소설       | "솔직한 산문과 서정성에 집중한 이 사람은, 좌절한 사람들의 모습을 묘사하였습니다."                                                                                         |

### 2010년대
| 연도 | 수상자 | 수상자                  | 나라           | 언어     | 장르     | 대표작과 수상 이유 |
| ---- | ------ | ----------------------- | -------------- | -------- | -------- | --- |
| 2010 |        | 마리오 바르가스 요사    | 페루           | 스페인어 | 소설     | 대표작: 나쁜 소녀의 짓궂음, 판탈레온과 봉사대, 새엄마 찬양 "그의 권력 구조 지도와 개인의 저항, 반란, 패배에 대한 그의 강력한 이미지들 때문에 이 상을 드립니다.". |
| 2011 |        | 토마스 트란스트뢰메르   | 스웨덴         | 스웨덴어 | 소설, 시 | "그의 작품이 간결하면서도 투명한 이미지를 통해 현실에 대한 새로운 접근법을 제시했다"                                                                             |
| 2012 |        | 모옌                    | 중화인민공화국 | 중국어   | 소설     | "환상적인 리얼리즘을 민간 구전 문학과 역사, 그리고 동시대와 융합시켰다"                                                                                          |
| 2013 |        | 앨리스 먼로             | 캐나다         | 영어     | 소설     | "대표작: 행복한 그림자의 춤 투명함과 정신적인 리얼리즘을 특징으로 아름답게 정제된 스토리텔링 기법을 선보였다"                                                    |
| 2014 |        | 파트리크 모디아노       | 프랑스         | 프랑스어 | 소설     | "붙잡을 수 없는 인간의 운명을 기억의 예술로 환기시키고 나치 점령기의 생활 세계를 드러냈다"                                                                       |
| 2015 |        | 스베틀라나 알렉시예비치 | 벨라루스       | 러시아어 | 산문     | 체르노빌의 목소리 |
| 2016 |        | 밥 딜런                 | 미국           | 영어     | 시       | "위대한 미국 노래 전통 안에서 새로운 시적 표현을 창조한 공로" |
| 2017 |        | 가즈오 이시구로         | 영국 일본      | 영어     | 소설     | 남아있는 나날 |
| 2018 |        | 올가 토카르추크         | 폴란드         | 폴란드어 | 소설     | 2019년 수상 |
| 2019 |        | 페터 한트케             | 오스트리아     | 독일어   | 소설     | 대표작: 《관객모독》 |

### 2020년대
| 연도 | 수상자 | 수상자            | 나라     | 언어       | 장르         | 대표작과 수상 이유                                                                                        |
| ---- | ------ | ----------------- | -------- | ---------- | ------------ | --- |
| 2020 |        | 루이즈 글릭       | 미국     | 영어       | 시           | "꾸밈없는 아름다움을 갖춘 확고한 시적 표현으로 개인의 존재를 보편적으로 나타냈다"                         |
| 2021 |        | 압둘라자크 구르나 | 탄자니아 | 영어       | 소설         | "식민지의 결과와, 문화와 대륙 사이 격차에 있는 난민의 운명을 단호하고 연민 담긴 시선으로 깊게 파고들었다" |
| 2022 |        | 아니 에르노       | 프랑스   | 프랑스어   | 소설         | "사적 기억의 근원과 소외, 집단적 구속의 덮개를 벗긴 그의 용기와 꾸밈없는 예리함"                          |
| 2023 |        | 욘 포세           | 노르웨이 | 노르웨이어 | 드라마, 소설 | "혁신적인 희곡과 산문은 이루 말로 다 할 수 없는 것들을 말로 표현했다"                                     |
| 2024 |        | 한강              | 대한민국 | 한국어     | 드라마, 소설 | "역사적 트라우마에 맞서고 인간 삶의 연약함을 폭로하는 강렬한 시적 산문"                                   |

## 국가별 노벨 문학상 수상자 수 및 출생지
1901년부터 2024년까지 121명의 노벨 문학상 수상자들의 출신 국가는 다음과 같다.
| 국가             | 수상자 수 |
| ---------------- | --------- |
| 프랑스           | 16        |
| 미국             | 13        |
| 영국             | 13        |
| 독일             | 9         |
| 스웨덴           | 8         |
| 스페인           | 6         |
| 이탈리아         | 6         |
| 폴란드           | 6         |
| 러시아 소련      | 5         |
| 노르웨이         | 4         |
| 아일랜드         | 4         |
| 덴마크           | 3         |
| 그리스           | 2         |
| 남아프리카공화국 | 2         |
| 스위스           | 2         |
| 오스트리아       | 2         |
| 일본             | 2         |
| 중국             | 2         |
| 칠레             | 2         |
| 과테말라         | 1         |
| 나이지리아       | 1         |
| 대한민국         | 1         |
| 루마니아         | 1         |
| 멕시코           | 1         |
| 모리셔스         | 1         |
| 벨기에           | 1         |
| 벨라루스         | 1         |
| 불가리아         | 1         |
| 세인트루시아     | 1         |
| 아이슬란드       | 1         |
| 오스트레일리아   | 1         |
| 이집트           | 1         |
| 유고슬라비아     | 1         |
| 이스라엘         | 1         |
| 인도             | 1         |
| 체코슬로바키아   | 1         |
| 캐나다           | 1         |
| 콜롬비아         | 1         |
| 탄자니아         | 1         |
| 튀르키예         | 1         |
| 페루             | 1         |
| 포르투갈         | 1         |
| 핀란드           | 1         |
| 헝가리           | 1         |

| 노벨 문학상 수상자 출생지 |
| --- |
| 프뤼돔 · 프랑스 · 베르그손 · 지드 · 사르트르 · 모디아노몸젠비에른손F. 미스트랄에체가라이 · 베나벤테시엔키에비치카르두치오이켄라겔뢰프하이제 · 작스마테를링크하우프트만롤랑헤이덴스탐옐레루프폰토피단슈피텔러함순예이츠 · 쇼 · 베케트레이몬트델레다운세트만카를펠트골즈워디부닌피란델로뒤 가르실란패옌센헤세러셀라게르크비스트모리악처칠락스네스히메네스파스테르나크콰시모도안드리치세페리스숄로호프아그논솔제니친뵐화이트 · 핀터욘손마르틴손몬탈레알레익산드레싱어엘리티스미워시카네티골딩세이페르트브로드스키셀라히니심보르스카포사라마구그라스케르테스옐리네크파묵르 클레지오뮐러트란스트뢰메르알렉시예비치토카르추크한트케에르노포세class=notpageimage\| 노벨 문학상 수상자 출생지(유럽) |
| 루이스오닐 · 글릭벅엘리엇포크너헤밍웨이페르스스타인벡아스투리아스벨로파스월컷모리슨나이폴먼로딜런class=notpageimage\| 노벨 문학상 수상자 출생지(북아메리카) |
| 키플링타고르가와바타오에가오레싱모이시구로한강class=notpageimage\| 노벨 문학상 수상자 출생지(아시아) |
| 카뮈시몽소잉카마푸즈고디머쿳시구르나class=notpageimage\| 노벨 문학상 수상자 출생지(아프리카) |
| G. 미스트랄네루다가르시아 마르케스바르가스 요사class=notpageimage\| 노벨 문학상 수상자 출생지(남아메리카) |

## 언어별 노벨 문학상 수상자 수
1901년부터 2024년까지 121명의 노벨 문학상 수상자들이 사용한 창작 언어는 다음과 같다.
| 언어               | 수상자 수 |
| ------------------ | --------- |
| 영어               | 29(32)1   |
| 프랑스어           | 16        |
| 독일어             | 14(15)2   |
| 스페인어           | 11        |
| 스웨덴어           | 7         |
| 러시아어           | 6         |
| 이탈리아어         | 6         |
| 폴란드어           | 5         |
| 노르웨이어         | 4         |
| 덴마크어           | 3         |
| 그리스어           | 2         |
| 일본어             | 2         |
| 중국어             | 2         |
| 벵골어             | 1         |
| 아랍어             | 1         |
| 아이슬란드어       | 1         |
| 이디시어           | 1         |
| 세르보크로아티아어 | 1         |
| 체코어             | 1         |
| 터키어             | 1         |
| 포르투갈어         | 1         |
| 프로방스어(오크어) | 1         |
| 핀란드어           | 1         |
| 한국어             | 1         |
| 헝가리어           | 1         |
| 히브리어           | 1         |

1라빈드라나트 타고르(1913년 노벨 문학상 수상)는 벵골어와 영어로 작품을 썼고, 사뮈엘 베케트(1969년 노벨 문학상 수상)는 프랑스어와 영어로 글을 썼으며, 조지프 브로드스키(1987년 노벨 문학상 수상)는 러시아어로 시를 쓰고 영어로 산문을 썼다. 이 세 명의 노벨 문학상 수상자들은 각각 벵골어, 프랑스어, 러시아어 항목으로 분류하였다.
2카를 아돌프 기엘레루프(1917년 노벨 문학상 수상)는 덴마크어와 독일어로 작품을 썼다.